# Sindicato de Estudiantes Canario
El Sindicato de Estudiantes Canario (S.E.C) fue una organización estudiantil de carácter reivindicativo fundada en 1990 en Las Palmas de Gran Canaria (Canarias), por unos estudiantes de enseñanzas medias en el IES Alonso Quesada tras su participación en unas movilizaciones de la Asamblea de Estudiantes de Gran Canaria. Esta organización tuvo una repercusión muy importante en las movilizaciones de los años 90 y en la primera década del siglo XXI y una importante representación en los claustros de la U.L.P.G.C. y la U.L.L.

## Historia
El sindicato comenzó su andadura sin ninguna clase de origen partidista, es más, se caracterizaba por ser una organización con muy pocos militantes de partido entre sus filas. Dicha cuestión pudo significar en su momento un aval de independencia, el cual no caracterizaba a otras organizaciones canarias o estatales. El proyecto fue madurando y tuvo como gran momento de expansión la creación de la Coordinadora de Estudiantes contra la subida de tasas universitarias a partir de octubre de 1993, donde logró sacar a la calle a más de 10 000 estudiantes de la U.L.P.G.C., que además logró aglutinar a diversos sectores, que se presentan a las elecciones claustrales logrando 12 escaños.
En noviembre de 1994 el S.E.C intenta el salto a Tenerife con la celebración de un Encuentro en Icod (Tenerife) con sectores de la izquierda estudiantil de dicha isla que aunque oficialmente inaugurá el trabajo en Tenerife, no es realmente hasta unos años después cuando llega a consolidarse en dicha isla esta organización, que posteriormente llega a convertirse en el mayor grupo claustral de La Laguna, justo cuando el declive en Gran Canaria empieza a ser evidente. En el impulso del S.E.C. en Tenerife participan jóvenes de Azarug, Colectivo de Jóvenes Comunistas, Liga Marxista y Juventud Comunista en Canarias, entre otras organizaciones.
En 1997 este sindicato organiza su última movilización en la U.L.P.G.C. contra la imposición del Gobierno de Canarias de modificaciones importantes en el Curso de Adaptación Pedagógica (CAP), sacando a la calle a más de 4000 estudiantes y logrando algunas mejoras en dicho decreto.
Posteriormente llegarían los mejores momentos de movilización y acción del S.E.C. en Tenerife, con movilizaciones contra la "burocracia" en la universidad o la L.O.U.
Es en el año 2001 cuando el S.E.C. se convierte en el grupo mayoritario del estudiantado en el claustro de la Universidad de La Laguna, pese a haber sufrido pocos años antes la escisión de ACES (Asamblea por el Cambio Educativo y Social). En ese mismo año 2001 tienen lugar las movilizaciones contra la LOU, siendo el S.E.C uno de los principales impulsores de estas movilizaciones, llegando a ocupar la sede de la Consejería de Educación del Gobierno de Canarias. En el año 2002 sufre una nueva escisión, y sectores vinculados a Juventudes Comunistas fundan el Comité de Estudiantes. En el año 2008 el S.E.C., al no poder hacer frente al relevo generacional, decide disolverse. En las elecciones al claustro de ese año decide pedir el voto para la Asamblea del Movimiento Estudiantil Canario, otro grupo de izquierda donde participaban algunos antiguos componentes del S.E.C.
El S.E.C. defendía los derechos de los estudiantes fomentando la iniciativa asamblearia en los centros educativos y universidades canarias, pero también se implicaba y realizaba campañas de temas sociales, como contra la xenofobia, la insumisión al servicio militar obligatorio, la ecología, la defensa de la identidad, etc.